# Décembre 1839
Cette page présente les faits marquants du mois de décembre 1839.

## Événements

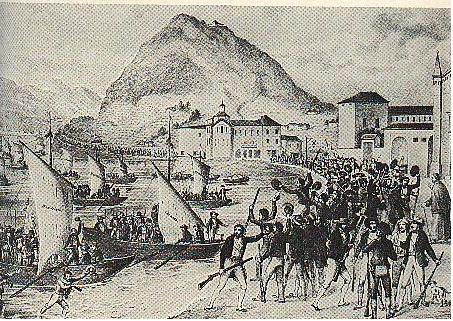
6 décembre : révolution du Tessin

- L'explorateur français Jules Dumont d'Urville est dans l'Antarctique et découvrira la Terre Adélie le 1er janvier 1840.
- Mouvement Anti-Loyer dans la vallée de l’Hudson, dans l’État de New York (fin en 1845). Les fermiers s’opposent aux forces du shérif chargé de collecter les loyers pour les riches propriétaires.

- 2 décembre, France : Honoré de Balzac retire sa candidature à l'Académie française pour laisser la place à Victor Hugo.

- 4 décembre, France : Louis-Jacques-Maurice de Bonald est nommé archevêque de Lyon et primat des Gaules.

- 6 décembre, Suisse : révolution libérale dans le canton du Tessin.

- 13 décembre : début du règne de Christian VIII de Danemark (fin en 1848).

- 15 décembre, France : le décès du député de Mamers (Sarthe), Letronne, permet à Gustave de Beaumont d'être élu.

- 19 décembre : élections à l'Académie française. Pierre-Antoine Berryer : 10; 12, 11, 11, 11, 10, 10 voix. Victor Hugo : 9, 8, 10, 8, 9, 9, 6, 8. Sur propositions de Victor Cousin, l'Académie remet l'élection à trois mois.

- 23 décembre, France : ouverture de la session parlementaire.

- 24 décembre : les Britanniques donnent Port Natal à la République du Natal.
- 25 décembre : Buenos Aires, création des arrondissements Lobería et Mar Chiquita

- 31 décembre : défaite d'Abd el-Kader.

## Naissances
- 9 décembre : Gustav Roch (mort en 1866), mathématicien allemand.
- 12 décembre : Georges Rayet (mort en 1906), astronome français.
- 18 décembre :
  - Adolf Daens, prêtre catholique belge († 14 juin 1907).
  - Théodule Ribot (mort en 1916), psychologue français.
- 21 décembre : Émile Jungfleisch (mort en 1916), chimiste et pharmacien français.
- 30 décembre : Albert-Auguste Cochon de Lapparent (mort en 1908), géologue français.

## Décès
- 15 décembre : Mathieu-Ignace Van Brée, peintre, sculpteur et architecte belge (° 22 février 1773).
- 25 décembre : Alexeï Ivanovitch Bartolomei (né le 17 juin 1784), militaire russe
- 31 décembre : Hyacinthe-Louis de Quélen, archevêque de Paris.